# Vlag van Dilbeek
De vlag van Dilbeek werd door de gemeenteraad op 19 december 1989 officieel vastgesteld als de gemeentelijke vlag van de Vlaams-Brabantse gemeente Dilbeek. Op 17 april 1990 werd hij door het Bestuur van Vlaanderen bevestigd en uiteindelijk gepubliceerd op 8 december 1990 in het officiële Belgisch Staatsblad.
Officieel wordt de vlag beschreven als:
Twee even lange banen van geel en van blauw.
De kleuren van de vlag zijn de hoofdkleuren van het gemeentewapen.

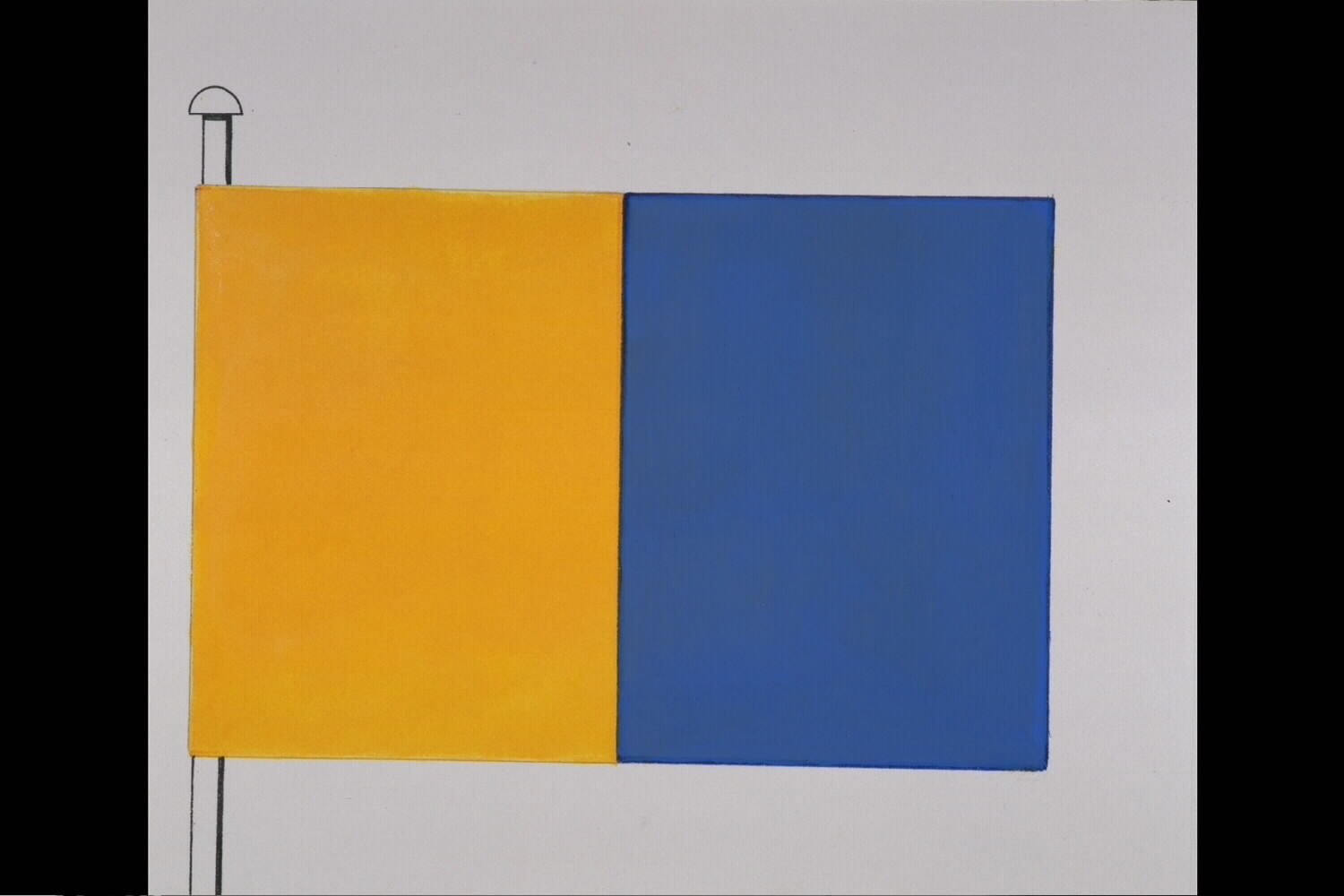
Officiële tekening van de vlag